# 18116 Prato
18116 Prato (2000 NY22) là một tiểu hành tinh vành đai chính.